# Castell del Cogul
Castell del Cogul és un castell del municipi del Cogul (Garrigues) declarada bé cultural d'interès nacional. Estaria situat en el municipi del mateix nom, concretament al nord-est de la plaça de l'església on hi ha el nucli original de la població en un rocam que domina la vall del Riu de Set.

## Descripció
Tan sols queden algunes escasses ruïnes dels murs no gaire significatives a l'entorn del carrer Vileta, a la zona nord-est de la població, on antigament es diu que hi hagué el carrer anomenat del castell. El carrer Vileta té un traçat en angle recte per a adaptar-se al terreny; primer segueix en la direcció nord, formant una placeta, després gira quasi en angle recte cap a llevant i torna a girar cap al nord formant el carrer anomenat del Castell.
Les restes de murs es barregen amb edificacions modernes habitades o bé en estat ruïnós; la majoria són fragments de paredat de grans carreus ben escairats que hom pensa formarien part de la construcció defensiva. Els edificis que s'han anat sobreposant en aquesta zona fan que s'hagi esborrat quasi totalment l'estructura original del castell. Aquesta estructura, però, no sembla d'un primer moment de repoblament al s. XII sinó d'un moment més tardà.

## Història
El lloc del Cogul fou repoblat, com altres indrets de les Garrigues, per la casa de Cervera i cedit al segle xiii i en feu del rei a la casa de Pallars, però aviat el monestir de Poblet n'adquirí la senyoria. Des del 1186 fins al 1237 l'abat de Poblet percebia ja delmes del lloc i castell del Cogul (del qual resten vestigis), i el 1306 l'abat Pere d'Alferic rebé, per venda de Bertran de Solanelles i pel preu de 16 250 sous jaquesos, el castell i la vila. Els Pallars havien conservat l'alta jurisdicció, ja que el 1385 Jaume Roger de Pallars vengué al monestir el mer i mixt imperi del Cogul, les Besses i l'Hospital de Riudeset, que es trobaven ja dins la senyoria de Poblet. La cessió fou confirmada el 1386 per Pere III i després per Joan I. El lloc romangué dins el domini de Poblet fins a l'abolició dels senyorius jurisdiccionals al segle xix (1835).
Es coneixen diverses visites dels abats al Cogul (com la de l'abat Mengucho el 1415 o la de l'abat Llobera a l'inici de la guerra dels Segadors, quan el poble havia hagut de manllevar diners per la penúria que ja patia des de l'inici del segle, agreujada per la guerra). Un abat destacat de Poblet, Fèlix Genover (1729-32), antic catedràtic de teologia a Lleida (1699) i de Cervera (1717), havia estat rector del Cogul. En la guerra del Francès, les tropes napoleòniques ocuparen el poble (1810-14); el sometent del Cogul havia participat en moltes accions i alguns veïns pagaren amb la vida la seva oposició.
Ceferí Rocafort en l'estudi de la província de Lleida ens diu que abans de les intervencions recents, tan poc afortunades, tan sols es conservaven els fonaments. Aquests corresponen amb el mur perimetral que hi ha al marge sud-oest del rocam, format per carreus rectangulars irregulars. Aquesta estructura, però, no sembla d'un primer moment de repoblació al s. XII.